# End of Beginning
End of Beginning è un singolo del cantautore statunitense Djo pubblicato il 1º marzo 2024 come quinto estratto dal secondo album in studio Decide.

## Tracce
1. End of Beginning – 2:39

## Classifiche
| Classifica (2024) | Posizione massima |
| ----------------- | ----------------- |
| Italia            | 46                |